# Jorkširski terier
Jórkširski teriêr (angleško Yorkshire Terrier, pogosto skrajšano Yorkie) je ena najmanjših pasem terierjev in sploh vseh pasem psov. Pasma se je razvila v 19. stoletju v Jorkširu v Angliji. Njegova največja idealna velikost je 3,2 kg. Jorkširski terier, ki je priljubljen družabni pes, je sodeloval tudi pri razvoju drugih pasem, na primer svilnatega terierja. Večina jih ima črno in rjavo dlako, znani pa so tudi s srebrno sivo ali svetlolaso dlako.
Jorkširski terierji so igrivi in energični psi. Kadar ostanejo sami, pogosto kažejo ločitveno tesnobo, zato nekateri lastniki redijo dva psa.